# Ostrea lurida
Ostrea lurida är en musselart som beskrevs av Carpenter 1864. Ostrea lurida ingår i släktet Ostrea och familjen ostron. Inga underarter finns listade i Catalogue of Life.